# Luc Delahaye
 (mars 2019).
Si vous disposez d'ouvrages ou d'articles de référence ou si vous connaissez des sites web de qualité traitant du thème abordé ici, merci de compléter l'article en donnant les références utiles à sa vérifiabilité et en les liant à la section « Notes et références ».
Pour les articles homonymes, voir Delahaye (homonymie).
Luc Delahaye (né en 1962 à Tours) est un photographe de guerre  français lauréat 2002 du prix Niépce.

## Biographie
Luc Delahaye est connu pour ses photographies de grand format représentant des évènements d'actualité, des conflits ou des faits sociaux. Ses œuvres se caractérisent par leur nature frontale et leur détachement, dans un style documentaire froid contré par une grande intensité dramatique.
Il commence sa carrière comme photojournaliste. Il intègre le staff de l'agence Sipa Press en 1986 et se consacre au reportage de guerre.
En 1994, il rejoint la coopérative Magnum Photos et le magazine américain Newsweek (il quitte Magnum en 2004).
Au cours des années 1980 et 1990, il se distingue notamment dans les guerres du Liban, d'Afghanistan, de Yougoslavie, du Rwanda et de Tchétchénie. Ses images de l'époque sont caractérisées par une approche brute et directe ; elles allient une proximité à l'événement souvent périlleuse à une distanciation émotionnelle.
Ces préoccupations se retrouvent dans des séries minimalistes publiées sous forme de livres, notamment Portraits/1, une suite de portraits de sans-abris réalisés dans des photomatons, et L'Autre, une série de portraits volés dans le métro parisien. Avec Winterreise, il explore les conséquences sociales de la crise économique en Russie. 
En 2001, il cesse sa collaboration avec la presse et commence son travail actuel.

## Engagement militant
En mai 2018, Luc Delahaye est signataire d’une pétition en collaboration avec des personnalités issues du monde de la culture pour boycotter la saison culturelle croisée "France-Israël", qui selon l'objet de la pétition sert de «vitrine» à l'État d'Israël au détriment du peuple palestinien .

## Collections publiques
- Boston Museum of Fine Arts, Boston
- Centre Georges-Pompidou, Paris
- Chrysler Museum of Art, Norfolk
- Fonds national d'art contemporain, Paris
- Fonds régional d'art contemporain, Bordeaux
- La Maison rouge, fondation Antoine-de-Galbert, Paris
- Fondation Louis-Vuitton, Paris
- J. Paul Getty Museum, Los Angeles
- High Museum of Art, Atlanta
- Huis Marseille, Amsterdam
- ICP, Centre international de la photographie, New York
- Bank of America, Chicago
- Los Angeles County Museum of Art
- Minneapolis Institute of Arts
- Gemeentemuseum Helmond
- Musée d'art moderne de la ville de Paris
- MOMA - Museum of Modern Art, New York
- Musée de Grenoble
- Museo de Arte Contemporaneo de Castilla y Leon
- Musée des beaux-arts du Canada, Ottawa
- National Media Museum, Bradford
- National Museum of Photography, Copenhague
- SFMOMA - Musée d'art moderne, San Francisco
- The Margulies Collection, Miami
- Tate Modern, Londres

## Expositions personnelles
- Galerie Nathalie Obadia (Paris, 2014)
- Galerie Nathalie Obadia (Paris, 2011)
- J. Paul Getty Museum (Los Angeles, 2007)
- Sprengel Museum Hannover (Hanover, 2006)
- La Maison rouge, fondation Antoine-de-Galbert (Paris, 2005)
- Cleveland Museum of Art (2005)
- Huis Marseille (Amsterdam, 2004)
- National Media Museum (Bradford, 2004)
- Kunsthal (Rotterdam, 2002)
- Kunsthalle Rostock (2002)
- Centre Photographique d’Île-de-France (2002)
- Weltkulturerbe Voklinger Hutte (2002)
- Rencontres d'Arles (2001)

## Prix et récompenses
- 1992 : grand prix Paris Match du photojournalisme
- 1992 : prix Robert Capa Gold Medal
- 1992 : World Press Photo (1st prize, News stories)
- 1993 : World Press Photo (1st prize, People in the News)
- 1994 : grand prix Paris Match du photojournalisme
- 2000 : prix Oskar-Barnack
- 2001 : Infinity Award du photojournalisme
- 2001 : World Press Photo (1st prize, News stories)
- 2002 : prix Niépce
- 2002 : prix Bayeux-Calvados des correspondants de guerre
- 2002 : prix Robert Capa Gold Medal
- 2005 : prix Deutsche Börse[6]
- 2012 : prix Pictet

## Livres
- Luc Delahaye 2006-2010 (Steidl, 2011)
- History (Chris Boot, 2003)
- Une ville (Éditions Xavier Barral, 2003)
- Winterreise (Phaidon, 2000)
- L'Autre (Phaidon, 1999)
- Memo (Hazan, 1997)
- Portraits/1 (Sommaire, 1996)

## Sources
- (en) Cet article est partiellement ou en totalité issu de l’article de Wikipédia en anglais intitulé « Luc Delahaye » (voir la liste des auteurs).

## Autres
- Participation au film Paris de Raymond Depardon (1998).
- Participation au film Code inconnu de Michael Haneke (2000) : reportage en Afghanistan et extraits de L'Autre (portraits dans le métro parisien)